# Český rozhlas Radio Wave
Český rozhlas Radio Wave (v letech 2006–2008 Český rozhlas 4 – Radio Wave) je celoplošná stanice Českého rozhlasu, která primárně působí jako online platforma pro konzumaci audia poskytující širokou škálu podcastů a hudebních pořadů pro mladé a mladě smýšlející posluchače. Od roku 2022 je šéfredaktorkou stanice Barbora Šichanová.

## Historie
První projekt rádia pro mladé se v Českém rozhlasu (ČRo) objevil už v roce 1994 jako pod názvem Český rozhlas 4. V tehdejší budově ČRo v Dykově ulici v Praze dokonce vzniklo pro toto rádio vysílací a natáčecí studio. Vysílání rádia se čtyřlístkem v logu ale nakonec zabránil nedostatek VKV kmitočtů i legislativa, díky které získávala vysílače hlavně soukromá rádia. Projekt stanice pro mladé se Českému rozhlasu podařilo prosadit až s nástupem internetového a digitálního vysílání. Nejdříve vznikl ryze internetový projekt a pořad Radium, který v redakci připravoval od roku 2000 Ladislav Kylar s Markétou Peškovou a skupinou elévů. Pořad se dostal i do vysílání Českého rozhlasu 6. Kylar byl posléze autorem projektu Radia Wave. Ve stejné době vznikl i pořad Alternativa na stanici Radiožurnál. Stanice Český rozhlas 4 – Radio Wave začala vysílat 13. ledna 2006, a to digitálně i s analogovým VKV vysílačem pro Prahu.
Od svého spuštění do 31. srpna 2008 vysílala stanice také na frekvenci Praha-Cukrák 100,7 FM a byla řazena mezi regionální studia Českého rozhlasu. Analogová frekvence jí však byla vedením Českého rozhlasu na nátlak Rady Českého rozhlasu odebrána. Rozhodnutí vyvolalo, vzhledem k tomu, že šlo o jedinou veřejnoprávní stanici podobného zaměření, řadu nesouhlasných reakcí. V prosinci 2008 pak vzniklo občanské sdružení PRO WAVE, jehož cílem bylo odvolání členů Rady ČRo, zabránění zániku rádia a obnovení analogového vysílání, k čemuž ale nedošlo.
Zakladatelem a prvním šéfredaktorem stanice byl Ladislav „Ladis“ Lindner-Kylar. Do roku 2015 byl šéfredaktorem stanice Tomáš Turek, kterého 1. prosince 2015 vystřídala Iva Jonášová. Tu v roce 2022 nahradila Barbora Šichanová, do té doby působící jako vedoucí programu.

## Zaměření a program
Playlist proudového on air vysílání tvoří především elektropop, indie rock, rap, taneční a urban hudba. Denní proud pak doplňují žánrové pořady (funk, hardcore, hip hop, dub, world music, rap, trap atd.), jejichž autoři se na hudební scéně sami pohybují. Publicistické pořady a podcasty mapují kulturu, zábavu, módu, vzdělávání, náboženství, cestování, životní styl i společenské dění.
Série Radio Wave Live Sessions představuje to podstatné z domácí nekomerční scény prostřednictvím koncertů pořádaných v klubech i studiích Českého rozhlasu. V rámci projektu Radio Wave Stimul Festival přiváží do pražských klubů známá jména současné hudební scény, často v tuzemských premiérách (These New Puritans, Hudson Mohawke, Shabazz Palaces).[zdroj?] Stanice rovněž připravuje sérii hudebních videoklipů Paternoster Session a Radio Wave Studio Session, která představuje začínající i známé interprety tuzemského popu.
Od roku 2018 se Radio Wave etabluje na nově vzniklé podcastové scéně jako výrobce kvalitního audio obsahu pro mladé publikum a nabízí obsahy nejen prostřednictvím platforem Českého rozhlasu, ale také skrze třetí strany, zejména Spotify, Apple podcast nebo Google podcasts. Kromě pravidelných podcastových formátů produkuje podcastové série (např. Svatebky, Moje terapie, Sádlo) a v roce 2020 spouští první český hraný podcastový seriál Zkouškový. Mezi nejposlouchanější podcasty patří Buchty, Balanc a Čelisti.

## Distribuce signálu

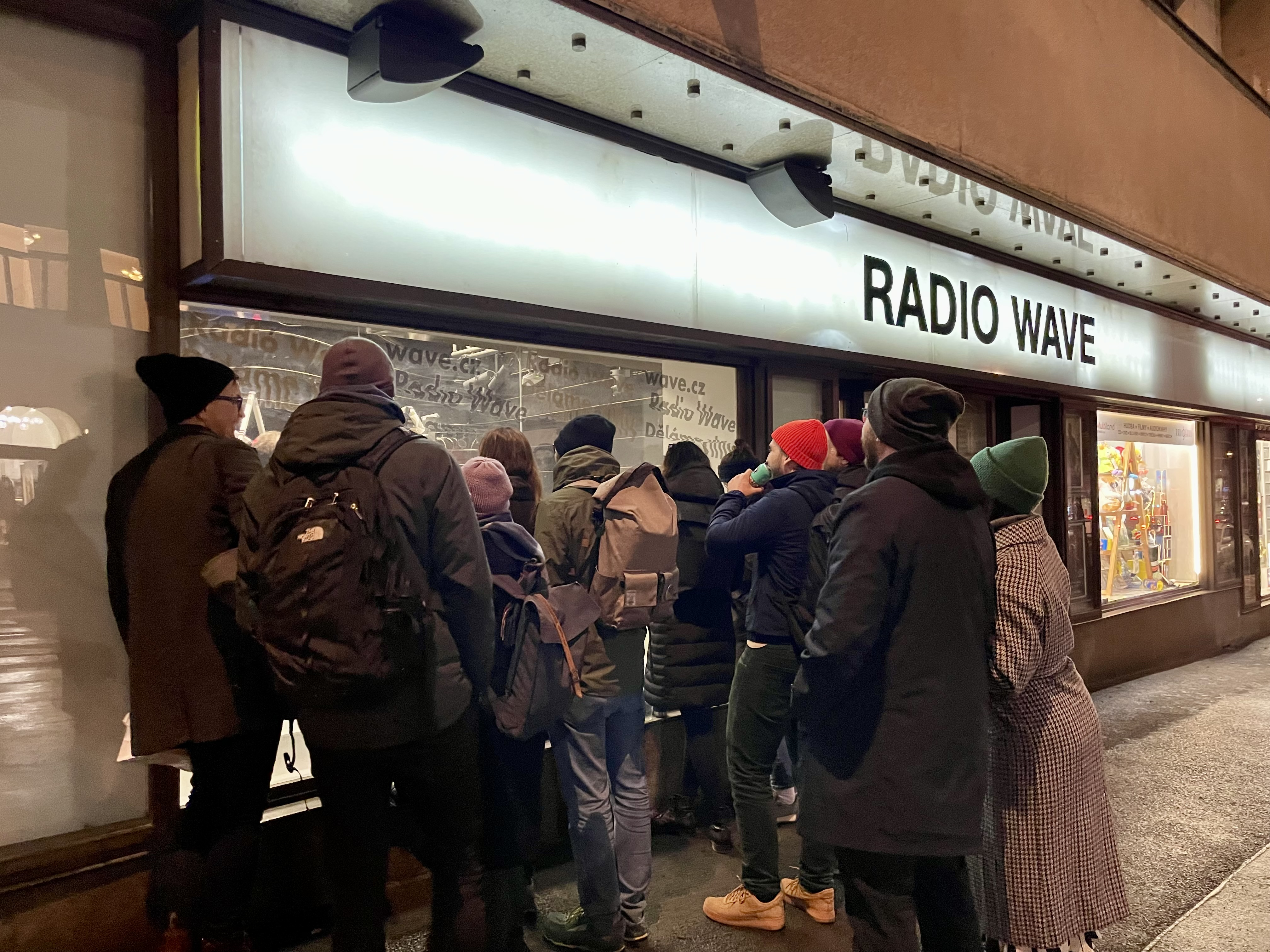
Studio Radia Wave za výlohou Českého rozhlasu na Vinohradské třídě v Praze

Digitální vysílání je zprostředkované terestrickým televizním standardem DVB-T2, rozhlasovým DAB+ a satelitním vysíláním přes družici Astra 3A (pozice 23,5° východně) v DVB-S2. K dispozici je i internetové vysílání a vysílání pro mobilní telefony.
|                  | Frekvence |
| ---------------- | --------- |
| Čechy            | 12C DAB+  |
| Morava a Slezsko | 12D DAB+  |

## Kritika
V říjnu 2008 bylo Radio Wave obviněno Radou Českého rozhlasu z propagace fašismu: na základě uvedení písně „Swastika Eyes“ od skupiny Primal Scream. Ve skutečnosti text písně před fašismem varuje. Rada ČRo si najala analytika Radka Vogla, který zhotovil vadný český překlad písně. Programový ředitel ČRo Richard Medek poté prohlásil, že posluchači Radia Wave jsou menšinová skupina, která „není budoucností tohoto národa“; výrok vyvolal protesty posluchačů rádia i příznivců nemainstreamové kultury. Někteří kolegové, včetně šéfredaktorky Judity Hrubešové, proto vyzvali Medka k rezignaci.